# Sentido Común (partido político)
Sentido Común (SC) fue un partido político chileno. La colectividad fue fundada el 1 de octubre de 2022 por exmilitantes del Partido Regionalista Independiente Demócrata (PRI), del Partido Demócrata Cristiano (PDC), exintegrantes de la coalición de centroderecha Chile Vamos e independientes.

## Historia
En febrero de 2022 el Servicio Electoral (Servel) decretó la disolución del PRI tras no conseguir la cantidad de votos ni de diputados electos (eligió solo a uno de su lista) en las elecciones parlamentarias de 2021. Los dirigentes del extinto partido manifestaron su interés de reflotar al grupo con un refichaje de militantes o la reinscripción.
En septiembre de 2022, Rodrigo Caramori, el último presidente del PRI, anunció que formaría una nueva colectividad denominada como Sentido Común, partido que entraría a la política nacional «sin ideologías extremas».Durante sus primeros días de existencia se había anunciado que la diputada Érika Olivera se uniría al nuevo partido, pero la parlamentaria finalmente se acercó a Demócratas.
Sentido Común ingresó los documentos para su proceso de constitución en noviembre de 2022. Casi un año después, el 12 de octubre de 2023, logró que el Servel acogiera su inscripción en las regiones de La Araucanía, Los Ríos y Los Lagos.
El partido fue disuelto por el Servicio Electoral de Chile el 17 de mayo de 2024 luego de detectar errores e irregularidades en la constitución de sus órganos internos.

## Directiva
La directiva central del partido estaba integrada por:
- Presidente: Vacante.
- Secretario general: Víctor Manuel Araya Anchia.
- Vicepresidente de Finanzas o Tesorero: Diego Berríos Durán.
- Vicepresidente Área Legislativa: Vacante.
- Vicepresidente Pueblos Originarios: Antonio Silva Baeza.
- Vicepresidenta Medio Ambiente: Amanda Ayala Ramírez.
- Vicepresidenta de la Mujer y Equidad de Género: Vacante.
- Vicepresidente Participación Ciudadana: Víctor Valenzuela Gómez.
- Vicepresidente de Regiones y Descentralización: Vacante.
- Vicepresidente Derechos Humanos: Ricardo Morales Díaz.

De igual forma, presentaba un Tribunal Supremo compuesto por un presidente (Hugo Ortiz de Filippi), un secretario y ministro de fe, tres vicepresidentas, y dos subrogantes.